# William Melling
William Melling (Londra, 30 novembre 1994) è un attore britannico.
Ha iniziato la sua carriera come attore della serie televisiva inglese William & Mary, partecipando poi al film La fiera della vanità.
È entrato in seguito a far parte del cast della serie di film su  Harry Potter, dove interpreta Nigel, uno studente della casa del Grifondoro  più giovane del protagonista.

## Filmografia

### Cinema
- La fiera della vanità (Vanity Fair), regia di Mira Nair (2004)
- Harry Potter e il calice di fuoco (Harry Potter and the Goblet of Fire), regia di Mike Newell (2005)
- Harry Potter e l'Ordine della Fenice (Harry Potter and the Order of the Phoenix), regia di David Yates (2007)
- Harry Potter e il principe mezzosangue (Harry Potter and the Half-Blood Prince), regia di David Yates (2009)
- An Education, regia di Lone Scherfig (2009)
- Harry Potter e i Doni della Morte - Parte 1 (Harry Potter and the Deathly Hallows – Part 1), regia di David Yates (2010)
- Harry Potter e i Doni della Morte - Parte 2 (Harry Potter and the Deathly Hallows – Part 2), regia di David Yates (2011)

### Televisione
- Smack the Pony – serie TV, episodio 3x06 (2001)
- William and Mary - serie TV, episodi 2x02-2x04 (2004)